# Kivisaari (ö i Finland, Nyland, Helsingfors, lat 60,32, long 24,02)
Kivisaari är en ö i Finland. Den ligger i sjön Maikkalanselkä och i kommunen Lojo i den ekonomiska regionen  Helsingfors  och landskapet Nyland, i den södra delen av landet, 50 km väster om huvudstaden Helsingfors. Öns area är 0,4 hektar och dess största längd är 90 meter i öst-västlig riktning.